# Vergilius hjul
Vergilius hjul alternativt rota Vergilii, rota Virgilii eller rota Vergiliana är ett ofta förekommande begrepp inom den litterära antiken och klassicismens dekorum. I den klassiska estetiken förväntades författaren vara väl medveten om vad som var passande och lämpligt inom olika litterära kontexter. Under antiken kom de olika litterära kontexterna att delas in i tre stilar: hög, medel och låg. De tre stilarna exemplifierades av tre olika verk av den romerska diktaren Vergilius - den höga stilen eller epiken kännetecknades av Aeneiden, medelstilen eller didaktiken av Georgica och den låga stilen eller pastoralen av Bucolica. Det sågs som ett stilbrott att blanda dessa stilar, och var stil hade sin egen locus (på grekiska kallat topos). Termen uppstod under renässansen.